# Раде Обренович
Раде Обренович (словен. Rade Obrenović, нар. 28 серпня 1990) — словенський футбольний арбітр. Арбітр ФІФА з 2017 року.

## Кар'єра
2017 року був включений до списку арбітрів ФІФА та почав обслуговувати міжнародні матчі. 6 липня 2017 року Обренович дебютував у єврокубках під час матчу між «Деррі Сіті» та «Мідтюлланном» у рамках кваліфікаційного раунду Ліги Європи УЄФА. Матч завершився з рахунком 1:4.
Свій перший матч національних збірних відсудив 10 жовтня 2018 року, коли Італія зіграла внічию з Україною (1:1).
У сезоні 2021/22 Обренович вперше судив матч на групового етапу в Лізі конференцій, а в сезоні 2022/23 — в Лізі Європи. Він також судив ігри в Лізі націй та у відбіркових матчах до чемпіонату світу 2022 року у Катарі та в товариських матчах.
Обренович також був помічником головного арбітра у штабі Славко Винчича на чемпіонаті Європи U-21 у Польщі 2017 року, а також був призначений четвертим арбітром на чемпіонат Європи U-21 2021 року в Словенії та Угорщині.
19 липня 2023 року судив дебютний матч Кубка виклику УЄФА–КОНМЕБОЛ 2023 року між «Севільєю» і «Індепендьєнте дель Валле».